# Simon Ntamwana
Simon Ntamwana (* 3. Juni 1946 in Mukenke, Königreich Burundi) ist ein burundischer Geistlicher und emeritierter römisch-katholischer Erzbischof von Gitega.

## Leben
1963 trat Ntamwana ins Priesterseminar in Bujumbura ein. Ab 1967 studierte er in Rom Theologie und Philosophie. In den Unruhen von 1972 starb ein Großteil seiner Familienangehörigen. 1973 wurde er zum Diakon geweiht. Der Kardinalpräfekt der Kongregation für die Evangelisierung der Völker, Agnelo Rossi, spendete ihm am 24. März 1974 in Rom die Priesterweihe. Anschließend promovierte er in Rom, ehe er 1976 nach Burundi zurückkehrte.
Papst Johannes Paul II. ernannte ihn am 14. November 1988 zum Bischof von Bujumbura. Er war der erste Bischof in Burundi, der nicht der Ethnie der Tutsi angehörte, sondern Hutu war. Die Bischofsweihe spendete ihm der Kardinalpräfekt der Kongregation für die Bischöfe und Präsident der Päpstlichen Kommission für Lateinamerika, Bernardin Gantin, am 5. Februar des folgenden Jahres; Mitkonsekratoren waren Michel Ntuyahaga, Altbischof von Bujumbura, und Roger Mpungu, Bischof von Muyinga.
Ntamwana setzt sich für die Versöhnungsarbeit und eine Aufarbeitung der Völkermorde in Burundi ein. Er gründete das Versöhnungswerk „Vie Nouvelle pour la réconciliation“, welchem Priester und Laien angehören, die sich der Versöhnungsarbeit in der Bevölkerung verschrieben haben, und das karitative Projekte für Witwen, Waisen und Gefangene betreibt. Im Februar 1995 verübten Gegner des Dialogs aus den Reihen der Tutsis einen Attentatsversuch auf Ntamwana, auf welchen weitere Morddrohungen folgten.
Nach der Ermordung von Erzbischof Joachim Ruhuna am 9. September 1996 wurde Ntamwana am 24. Januar 1997 zum Erzbischof von Gitega ernannt.
Papst Franziskus nahm am 19. Februar 2022 seinen altersbedingten Rücktritt an.